# Theuma microphthalma
Espèce
Theuma microphthalma est une espèce d'araignées aranéomorphes de la famille des Prodidomidae.

## Distribution
Cette espèce est endémique du ǁKaras en Namibie,. Elle se rencontre vers Warmbad.

## Description
La femelle holotype mesure 6 mm.

## Systématique et taxinomie
Cette espèce a été décrite par Lawrence en 1928.

## Publication originale
- Lawrence, 1928 : « Contributions to a knowledge of the fauna of South-West Africa. VII. Arachnida (Part 2). » Annals of the South African Museum, vol. 25, p. 217–312 (texte intégral).